# (35126) 1992 EM25
1992 EM25 (asteroide 35126) é um asteroide da cintura principal. Possui uma excentricidade de 0.02072820 e uma inclinação de 3.92645º.
Este asteroide foi descoberto no dia 6 de março de 1992 por UESAC em La Silla.